# 華麗蝴蝶魚
華麗蝴蝶魚，俗名斜紋蝶、黃斜紋蝶，為輻鰭魚綱鱸形目蝴蝶魚科的其中一種。

## 分布
本魚分布於印度太平洋區，包括斯里蘭卡、馬爾地夫、泰國、菲律賓、印尼、中國南海、東海、日本、台灣、越南、新幾內亞、澳洲、马里亚纳群岛、馬紹爾群島、密克羅尼西亞、帛琉、諾魯、斐濟群島、東加、萬那杜、薩摩亞群島、法屬玻里尼西亞等海域。

## 深度
水深1至36公尺。

## 特徵
體側扁，吻小，突出。魚體為白色，體側具6條鮮黃色斜紋，頭部具2條黑橫帶；背鰭、臀鰭具黃色條紋與黑緣，腹鰭黃色。成魚與幼魚體色差異不大。背鰭硬棘12至13枚、背鰭軟條24至28枚；臀鰭硬棘3枚、臀鰭軟條20至23枚。體長可達20公分。

## 生態
本魚棲息在珊瑚礁區，幼魚常獨自生活於鹿角珊瑚叢中，以躲避敵害，成魚則成對游泳於珊瑚叢間。雜食性，以珊瑚蟲及藻類為主食。

## 經濟利用
為體色相當鮮豔的觀賞魚，不供食用。